# 小科沙里夏
50°16′18″N 28°53′42″E / 50.27167°N 28.89500°E
小科沙里夏（烏克蘭語：Малі Кошарища）是烏克蘭北部的村莊，隸屬日托米爾州的日托米爾區。該村面積0.65平方公里，海拔高度162米，2001年人口124，人口密度每平方公里189.6人。